# Thurl Ravenscroft
Thurl Ravenscroft (6. února 1914 – 22. května 2005) byl americký dabér a zpěvák (bas). Známý byl pro svůj příjemný, hluboký hlas.
Většinu své kariéry pracoval pro společnost Walta Disneyho a namluvil nespočet postav v jejích filmech a kreslených seriálech. Jeho hlas je možno slyšet také ve Walt Disney World Resort jako hlas některých atrakcí.
V kresleném filmu z roku 1966 "Jak Grinch ukradl Vánoce" zpívá ústřední píseň "You are Mean One, Mr. Grinch!" ("Jste nějaký zlý, pane Grinchi!"), ačkoliv nebyl uveden v titulcích filmu.
Po dobu 53 let mluvil známou postavu kresleného tygra Tonyho v reklamě na kukuřičné cornflaky firmy Kellogg.
Jako basový zpěvák působil v pěveckém uskupení "The Mellomen", které doprovázelo mnoho známých swingových zpěváků. Zpíval také gospely, účinkoval v Metropolitní opeře a v pozdějším věku nahrál několik duetů s různými nepříliš známými zpěvačkami.
Zemřel roku 2005 na rakovinu prostaty.